# 內廚二
天龍座8，又名BD+66 778，HD 112429、SAO 15941、HR 4916，是天龍座的一颗恒星，视星等为5.24，位于銀經122.26，銀緯51.68，其B1900.0坐标为赤經12h 51m 29.7s，赤緯+65° 51.68′ 51″。